# Хронологія технології теплового двигуна
Ця хронологія технології теплових двигунів показує те, що теплові двигуни були відомі з давнини, але з XVII століття вони почали ставати дедалі кориснішими пристроями, оскільки з'явилося краще розуміння процесів роботи теплових двигунів. Вони продовжують розвиватися і сьогодні.
У техніці й термодинаміці тепловий двигун здійснює перетворення теплової енергії в механічну роботу, використовуючи градієнт температури між гарячим «джерелом» і холодною «посудиною». Тепло передається в посудину від джерела, і в цьому процесі частина тепла перетворюється на роботу.
Тепловий насос — це тепловий двигун, що працює «у зворотному напрямку». Робота використовується для створення диференціала тепла. Ровзвиток теплових двигунів включає пристрої, класифіковані як двигуни та насоси, а також визначає значні стрибки в розумінні людиною.

## До XVII століття
- Доісторія — вогневий поршень, який використовували племена в південно-східній Азії та на тихоокеанських островах для розпалювання вогню.
- 450 р. до н. е. — Архіт Тарентський за допомогою струменя пари рухав іграшкову дерев'яну пташку, підвішену на дроті[1].
- 50 р. н. е. — двигун Герона Александрійського, також відомий як Геронова куля. Демонструє обертальний рух, викликаний реакцією струменів пари[2].
- X ст. — у Китаї розробляють найдавніші вогняні фурми, які були схожими на вогняний спис, що являв собою бамбукову трубку, яка містила порох і дрібне каміння, схоже на снаряди, прив'язане до списа.
- XII ст. — Китай, перший зразок гармати, що являв собою металевий корпус і щільно прилягаючий снаряд, що спричиняло максимальне перетворення гарячих газів у рух вперед[3].
- 1125 — Герберт, шкільний професор у Реймсі, спроектував і побудував апарат, що видувався повітрям, яке виривалося з посудини, в якій воно стискалося нагрітою водою[4].
- 1232 — уперше зафіксовано використання ракети в битві між китайцями та монголами.
- 1500 — Леонардо да Вінчі будує парову гармату[5].
- 1543 — Бласко де Гарей, іспанський морський офіцер, демонструє човен, який рухається без весел і вітрил, використовуючи віддачу від струменя, випущеного з великого киплячого чайника з водою.
- 1551 — Такиюддин Мухаммад ибн Маруф аш-Шами аль-Асади демонструє парову турбіну, що використовується для обертання стрілки[6].

## XVII століття
- 1629 — Джованні Бранка демонструє парову турбіну[7].
- 1662 — Роберт Бойль опублікував закон Бойля-Маріотта, який визначає залежність між об'ємом і тиском у газі при сталій температурі[8].
- 1665 — Едвард Сомерсет, Другий маркіз Вустера, будує діючий паровий фонтан[9].
- 1680 — Крістіан Гюйгенс публікує проект поршневого двигуна з порохом, але він ніколи не будується.
- 1690 — Дені Папен — розробляє конструкцію першої поршневої парової машини.
- 1698 — Томас Севері будує без поршня водяний насос із паровим приводом для відкачування води з шахт.

## XVIII століття
- 1707 — Дені Папен розробляє проект своєї другої поршневої парової машини спільно з Готфрідом Лейбніцем.
- 1712 — Томас Ньюкомен будує перший комерційно-успішний поршневий і циліндровий паровий водяний насос для відкачування води з шахт. Він відомий як парова машина Ньюкомена і працює шляхом конденсації пари в циліндрі, створюючи вакуум, який рухає поршень за атмосферного тиску.
- 1748 — Вільям Каллен демонструє перший штучний холодильник на публічній лекції в Університеті Глазго в Шотландії.
- 1759 — Джон Гаррісон використовує біметалеву смужку у своєму третьому морському хронометрі (H3) для компенсації температурних змін у пружині балансу. Це перетворює температурне розширення та стискання двох різнорідних твердих речовин на механічну роботу.
- 1769 — Джеймс Ватт запатентував свою першу вдосконалену атмосферну парову машину; див. Парову машину Ватт з окремим конденсатором поза циліндром, що подвоює ефективність попередніх двигунів.
- 1787 — Жак Шарль формулює закон Шарля, який описує залежність тиску газу від температури при сталому об'ємі. Однак він не публікує це, і воно не визнається, поки Джозеф Луї Гей-Люссак не розробляє і не посилається на нього в 1802 році.
- 1791 — Джон Барбер запатентував ідею газової турбіни.
- 1799 — Річард Тревітік будує першу парову машину високого тиску. В її роботі використовувалась сила пари під тиском для переміщення поршня.

## XIX століття
- 1802 — Джозеф Луї Гей-Люссак відкриває закон Гей-Люссака, який описує залежність між об'ємом і температурою газу при сталому тиску.
- 1807 — Нісефор Ньєпс, розробив двигун внутрішнього згоряння, який працював на «контрольованих вибухах пилу» різних експериментальних видів палива. До складу палива входили суміші порошку лікоподію або мох), дрібно подрібнений вугільний пил та смола. Успішно використав цей двигун для руху човна по річці Сона у Франції.
- 1807 — Франко-швейцарський інженер Франсуа Ісаак де Ріваз побудував двигун Де Ріваза, що працював від внутрішнього згоряння суміші водню та кисню, і використав його для приводу колісного автомобіля[10].
- 1816 — Роберт Стірлінг винайшов двигун Стірлінга, тип двигуна з гарячим повітрям.
- 1824 — Ніколас Леонард Саді Карно розробив цикл Карно та пов'язану з ним гіпотетичну теплову машину Карно, яка є базовою теоретичною моделлю для всіх теплових двигунів. Це дає перше раннє розуміння другого закону термодинаміки.
- 1834 — Джейкоб Перкінс отримав перший патент на парокомпресійну холодильну систему.
- 1850-ті — Рудольф Клаузіус викладає концепцію термодинамічної системи і позиціонує ентропію як таку, що в будь-якому незворотному процесі невелика кількість теплової енергії Q поступово розсіюється через межі системи
- 1859 — Етьєн Ленуар розробив перший комерційно успішний двигун внутрішнього згоряння, одноциліндровий, двотактний двигун з електричним запалюванням світильного газу (не бензину).
- 1861 — Француз Альфонс Бо де Роша створив концепцію чотиритактного двигуна внутрішнього згоряння, підкресливши раніше недооцінене значення стиснення паливно-повітряної суміші перед запалюванням.
- 1861 — Ніколаус Отто запатентував двотактний двигун внутрішнього згоряння на будівлі Ленуара.
- 1867 — Джеймс Клерк Максвелл постулював уявний експеримент, який згодом став відомим як демон Максвелла. Здавалося, це порушило другий закон термодинаміки і стало початком ідеї про те, що інформація є частиною фізики тепла.
- 1872 — паровий насос пульсометр, безпоршневий насос, запатентований Чарльзом Генрі Холом. Його надихнув паровий насос Savery.
- 1873 — британський хімік сер Вільям Крукс винайшов сонячний млин — пристрій, який перетворює променисте тепло світла безпосередньо на обертальний рух.
- 1877 — теоретик Людвіг Больцман візуалізував імовірнісний спосіб вимірювання ентропії ансамблю ідеальних частинок газу, в якому він визначив ентропію пропорційною логарифму кількості мікростанів, який може займати такий газ.
- 1877 — Ніколаус Отто запатентував практичний чотиритактний двигун внутрішнього згоряння (U.S. Patent 194 047).
- 1883 — Семюель Гріффін запатентував шеститактний двигун внутрішнього згоряння.
- 1884 — Чарльз А. Парсонс будує першу сучасну парову турбіну.
- 1886 — Герберт Акройд Стюарт створює прототип двигуна з гарячою цибулиною, масляного двигуна з однорідним запалюванням із стисненим зарядом, подібного до пізнього дизеля, але з меншим ступенем стиснення і працює на суміші паливного повітря.
- 1892 — Рудольф Дізель запатентував дизельний двигун (U.S. Patent 608 845), де високий ступінь стиснення утворює гарячий газ, який згоряє впорскуваним паливом. Після п'яти років експериментів та допомоги від компанії MAN, він будує діючий дизельний двигун у 1897 році.

## XX століття
- 1909, голландський фізик Гейке Камерлінг-Оннес розробляє концепцію ентальпії для виміру «корисної» роботи, яку можна отримати із закритої термодинамічної системи при постійному тиску.
- 1913 — Нікола Тесла запатентував турбіну Тесла на основі ефекту граничного шару.
- 1926 — Роберт Ґоддард із США запускає першу ракету на рідкому паливі.
- 1929 — Фелікс Ванкель запатентував роторний двигун Ванкеля (U.S. Patent 2 988 008).
- 1929 — Лео Сілард, уточнюючи знаменитий Демон Максвелла передбачив тепловий двигун, який може працювати лише на інформації, відомий як двигун Сіларда.
- 1930 — сер Френк Віттл в Англії запатентував перший проект газової турбіни для реактивного руху.
- 1933 — французький фізик Жозеф Ранке винайшов трубку вихрову — пристрій для потоку рідини без рухомих частин, який може розділяти стислий газ на гарячі та холодні потоки.
- 1935 — Ральф Фаулер вигадує заголовок «нульовий закон термодинаміки», щоб узагальнити постулати, зроблені попередніми фізиками, що теплова рівновага між системами є транзитивним відношенням.
- 1937 — Ганс фон Огайн будує газову турбіну.
- 1940 — угорський Бела Карловіц, що працює в американській компанії Westinghouse, подає перший патент на магнітогідродинамічний генератор, який може виробляти електроенергію безпосередньо з гарячого рухомого газу.
- 1942 — Р. С. Гоглер із компанії General Motors запатентував ідею теплової труби, механізму теплопередачі, який поєднує в собі принципи як теплопровідності, так і фазового переходу для ефективного управління передачею тепла між двома твердими інтерфейсами.
- 1950-ті — компанія Philips розробила кріоохолоджувач Стірлінга, який перетворює механічну енергію в різницю температур.
- 1959 — Geusic, Schultz-DuBois і Scoville з Bell Telephone Laboratories USA побудували трирівневий мазер, який працює як квантовий тепловий двигун, на різниці температур між гарячими та холодними резервуарами.
- 1962 — Вільям Дж. Бюлер та Фредерік Ванг відкривають нікелевий титановий сплав, відомий як нітинол, який має пам'ять форми, що залежить від температури.
- 1992 — перші практичні магнітогідродинамічні генератори побудовані в Сербії та США.
- 1996 — запатентовано квазітурбінний двигун.

## XXI століття
- 2011 — Шойчі Тоябе та інші демонструють справний двигун Сіларда, використовуючи фазово-контрастний мікроскоп, оснащений високошвидкісною камерою, підключеною до комп'ютера[11].
- 2011 — Університет штату Мічиган створює перший двигун хвильових дисків. Двигун внутрішнього згоряння, який ліквідує поршні, колінчасті вали та клапани, і замінює їх дисковим генератором ударних хвиль[12].
- 2019 — Роберто Серра та інші з університетів Ватерлоо та Федерального університету АБВ та Центру Бразиліо де Пескізас Фізікас продемонстрували працюючий квантовий тепловий двигун, заснований на системі спін-1/2 та методах ядерно-магнітного резонансу[13].
- 2020 — наномасштабний пристрій, який може діяти як тепловий двигун, або як холодильник, використовуючи квантові ефекти, продемонстрували інженери з лабораторії вдосконалених пристроїв RIKEN[14].

### Цитати
1. ↑  Hellemans, Alexander; et al. (1991). «„The Timetables of Science: A Chronology of the Most Important People and Events in the History of Science“». New York: Touchstone/Simon & Schuster, Inc., 1991.
2. ↑  Hero (1851) [reprint of 1st century CE original], «Section 50 — The Steam Engine» [Архівовано 28 березня 2013 у Wayback Machine.]. Translated from the original Greek by Bennet Woodcroft (Professor of Machinery in University College London.
3. ↑  Needham, Joseph (1986), Science & Civilisation in China, V:7: The Gunpowder Epic, Cambridge University Press, ISBN 0-521-30358-3
4. ↑  Reid, Hugo (1838). The Steam-engine: Being a Popular Description of the Construction and Action of that Engine; with a Sketch of Its History, and of the Laws of Heat and Pneumatics . Edinburgh: William Tait. с. 74.
5. ↑  Thurston, Robert Henry (1996). A History of the Growth of the Steam-Engine [Архівовано 22 січня 2021 у Wayback Machine.] (reprint ed.). Elibron. p. 12. ISBN 1-4021-6205-7.
6. ↑  Hassan, Ahmad Y. Taqi al-Din and the First Steam Turbine. History of Science and Technology in Islam. Архів оригіналу за 18 лютого 2008. Процитовано 29 березня 2008.
7. ↑  Lardner, Dionysius (1840). The Steam Engine Explained and Illustrated. Taylor and Walton. с. 22. Full title: Le Machine volume nuovo, et di molto artificio da fare effetti maravigliosi tanto Spiritali quanto di Animale Operatione, arichito di bellissime figure. Del Sig. Giovanni Branco, Cittadino Romano. In Roma, 1629
8. ↑  R. Boyle, A Defence of the Doctrine Touching the Spring and Weight of the Air, … (London: Thomas Robinson, 1662). Available on-line at: Spain's La Biblioteca Virtual de Patrimonio Bibliográfico. Boyle presents his law in «Chap. V. Two new experiments touching the measure of the force of the spring of air compress'd and dilated.», pp. 57–68. On p. 59, Boyle concludes that « … the same air being brought to a degree of density about twice as that it had before, obtains a spring twice as strong as formerly.» That is, doubling the density of a quantity of air doubles its pressure. Since air's density is proportional to its pressure, then for a fixed quantity of air, the product of its pressure and its volume is constant. On page 60, he presents his data on the compression of air: «A Table of the Condensation of the Air.» The legend (p. 60) accompanying the table states: «E. What the pressure should be according to the Hypothesis, that supposes the pressures and expansions to be in reciprocal relation.» On p. 64, Boyle presents his data on the expansion of air: «A Table of the Rarefaction of the Air.»https://bvpb.mcu.es/en/consulta/registro.cmd?id=406806 [Архівовано 22 січня 2021 у Wayback Machine.]
9. ↑  The Century of Inventions, written in 1655; by Edward Somerset, Marquis of Worcester. Being a verbatim reprint of the first edition, published in 1663. Archived 21 February 2006 at the Wayback Machine archive https://web.archive.org/web/20060221151830/http://www.history.rochester.edu/steam/dircks/
10. ↑  The History of the Automobile - Gas Engines. About.com. 11 вересня 2009. Архів оригіналу за 11 липня 2012. Процитовано 19 жовтня 2009. [Архівовано 2012-07-11 у Archive.is]
11. ↑  Shoichi Toyabe; Takahiro Sagawa; Masahito Ueda; Eiro Muneyuki; Masaki Sano (2010-09-29). «Information heat engine: converting information to energy by feedback control». Nature Physics. 6 (12): 988—992. arXiv:1009.5287. Bibcode: 2011NatPh...6..988T. doi:10.1038/nphys1821. We demonstrated that free energy is obtained by a feedback control using the information about the system; information is converted to free energy, as the first realization of Szilard-type Maxwell's demon.
12. ↑  Michigan State University: Wave Disk Engine [Архівовано 18 березня 2011 у Wayback Machine.] U.S. Department of Energy, Advanced Research Projects Agency, March 2011
13. ↑  The experimental demonstration of a spin quantum heat engine. phys.org (амер.). Архів оригіналу за 19 грудня 2020. Процитовано 1 січня 2020.
14. ↑  New quantum nanodevice can simultaneously act as a heat engine and a refrigerator. phys.org (англ.). Архів оригіналу за 31 грудня 2020. Процитовано 29 грудня 2020.